# Кнежевич, Дарио
Дарио Кнежевич (хорв. Dario Knežević; 20 апреля 1982, Риека, СФРЮ) — хорватский футболист, защитник. Сыграл 13 матчей и забил 1 гол за сборную Хорватии.

## Карьера
Воспитанник клуба «Риека», за который выступал до 2006 года. Затем перешёл в итальянский «Ливорно», в составе которого дебютировал 25 октября 2006 года в матче против миланского «Интернационале», а первый свой гол в Серии «А» забил 18 апреля 2007 года в матче против «Кальяри».
В составе национальной сборной Хорватии дебютировал 1 февраля 2006 года в товарищеском матче со сборной Гонконга. Участник чемпионата Европы 2008 года.

## Достижения
- Обладатель Кубка Хорватии: 2013/14